# 勝沼栄明
勝沼 栄明（かつぬま しげあき、1974年11月26日 - ）は、日本の政治家、医師、元陸上自衛隊予備自衛官（予備一等陸尉）。自由民主党所属の元衆議院議員（2期）。
自民党北海道連の主催するHOKKAIDO政治塾の第2期生である。

## 経歴
香川県高松市生まれ（現住所は宮城県石巻市中央一丁目）。私立聖光学院中学校・高等学校卒業。2000年北海道大学医学部医学科卒業後、北海道大学病院形成外科に入局した。専門は形成外科である。
2011年の第17回統一地方選挙において、北海道議会議員選挙に札幌市西区より自民党公認で立候補するが、落選。
2012年の第46回衆議院議員総選挙では、自民党の比例北海道ブロックの比例単独候補となった。比例名簿順位14位と低位ながらも、自民党は比例北海道ブロックで3議席を獲得、比例単独候補で名簿順位1位の渡辺孝一が当選。さらに北海道ブロック小選挙区比例区重複立候補者の全員が小選挙区で当選して重複立候補者の11人分が繰り上がり、同じく比例単独候補で名簿順位13位の清水誠一とともに初当選した。
2014年の第47回衆議院議員総選挙について、大久保三代に代わって宮城5区での党公認を受け、自民党宮城5区支部長に就任した。選挙区では安住淳に敗北したものの、比例東北ブロックの最下位で復活当選した。
2017年の第48回衆議院議員総選挙でも宮城5区から出馬したが安住に敗れ比例復活もならず落選した。
2021年2月8日に石巻市長選挙への立候補を表明。3月6日には同じく自民党籍を持つ県議会議員の斎藤正美が立候補を表明したこともあり、無所属で選挙戦を戦う意向を示したものの2月23日の事務所開きには自民系を含む市議会議員14人が参加するなど保守分裂の様相を呈した。投開票の結果斎藤に敗れ次点で落選した。

## 不祥事
2020年1月、統合型リゾート（IR）を巡る中国企業500ドットコムからの献金疑惑で東京地検特捜部の家宅捜索を受けた。

## 政策
- 憲法9条の改正と集団的自衛権の行使容認に賛成[14]。
- アベノミクスを評価する[14]。
- 原発は日本に必要だ[14]。
- 首相の靖国神社参拝は問題ない[14]。
- 2013年11月26日、特定秘密保護法案の採決で賛成票を投じている[15]。
- 選択的夫婦別姓制度の導入に反対[16]。

## 人物
- 喫煙者であり、超党派の愛煙家国会議員からなる議員連盟「もくもく会」に所属している[17]。

## 所属団体・議員連盟
- 日本会議国会議員懇談会[18]
- 神道政治連盟国会議員懇談会[18]
- みんなで靖国神社に参拝する国会議員の会[18]
- もくもく会[17]
- 自由民主党宮城県支部連合会
- 宮城武の会
- 公益社団法人隊友会
- 宮城県躰道協会